# Maida Hill Tunnel
De Maida Hill Tunnel is een scheepvaarttunnel in de wijk Maida Vale in het Londense district City of Westminster. De tunnel maakt deel uit van het Regent's Canal, dat de Paddington-arm van het Grand Union Canal met de Theems verbindt.
De tunnel is 251 m lang en werd gebouwd door de ingenieur James Morgan. De tunnel werd geopend in 1816 en wordt momenteel beheerd door British Waterways.
Het traject van de tunnel kan bovengronds gevolgd worden door speciale wegmarkeringen, die zeker tot 2005 nog aanwezig waren in de straten, maar vermoedelijk door verzamelaars werden ontvreemd.
Boven het westelijke portaal van de Maida Hill Tunnel bevindt zich het Cafe Laville, vanwaaruit je een uitzicht hebt op de plezierboten die eronderdoor varen. Het oostelijke portaal wordt ontsierd door een metalen leidingenbrug.
De twee andere tunnels op het Regent's Canal in Londen zijn de Islington Tunnel en de Lisson Grove Tunnel (of Eyre's Tunnel).